# Kanton Courbevoie-1
Der Kanton Courbevoie-1 ist seit 2015 ein französischer Wahlkreis für die Wahl des Départementrats im Arrondissement Nanterre, im Département Hauts-de-Seine und in der Region Île-de-France. Sein Bureau centralisateur befindet sich in Courbevoie.

## Gemeinde
Der Kanton besteht aus zwei Gemeindeteilen mit insgesamt 68.474 Einwohnern (Stand: 1. Januar 2022) auf einer Gesamtfläche von 4,42 km²:
| Gemeinde            | Einwohner 1. Januar 2022 | Fläche km² | Dichte Einw./km² | Code INSEE | Postleitzahl |
| ------------------- | ------------------------ | ---------- | ---------------- | ---------- | ------------ |
| Asnières-sur-Seine  | 16.845                   | 0,86       | 19.587           | 92004      | 92600        |
| Courbevoie          | 51.629                   | 3,56       | 14.503           | 92026      | 92400        |
| Kanton Courbevoie-1 | 68.474                   | 4,42       | 15.492           | 9212       | –            |

1. ↑   Nur der südwestliche Teil der Gemeinde, der Rest gehört zum Kanton Asnières-sur-Seine.
2. ↑   Nur der nordöstliche Teil der Gemeinde, der Rest gehört zum Kanton Courbevoie-2.